# Форс, Изабелла, 8-я графиня Девон
Изабелла де Форс (англ. Isabel de Forz), урождённая Изабелла де Редверс (англ. Isabel de Redvers; июль 1237 — 10 ноября 1293) — английская аристократка, де-юре 8-я графиня Девон и леди острова Уайт с 1262 года, дочь Болдуина де Редверса, 6-го графа Девона, и Амиции де Клер, жена Уильяма де Форса, 4-го графа Омальского. Сестра Болдуина де Редверса, 7-го графа Девона, после смерти которого унаследовала его владения и титул. В латинских источниках её имя писалось как Изабелла де Фортибус (лат. Isabella de Fortibus).
Изабеллу выдали замуж в 11 или 12 лет, но она надолго пережила как мужа, так и своих детей. Второй раз она замуж так и не вышла, хотя и считалась одной из самых богатых наследниц, владея как доставшимся ей от брата землями Редверсов, так и вдовьей третью земель Форсов. Также Изабелла принимала активное участие в судебных процессах, ведя десятки уголовных и гражданских дел в королевских судах. Поскольку у Изабеллы не было прямых наследников, английский король Эдуард I долго пытался выкупить у неё родовые владения, удалось ему это сделать только накануне её смерти.

## Происхождение
Изабелла происходила из знатного англо-нормандского рода Редверсов (Ревьеров). Его родоначальник, Ричард, сеньор де Ревье (фр. Reviers), переселился в Англию после нормандского завоевания. Он был одним из главных советников короля Англии Генриха I Боклерка в бытность того принцем. Став королём, Генрих наградил Ричарда, даровав тому владения в Девоне. Его родовое прозвание, которое происходило от названия его нормандского владения Ривье, англизировалось в Ревьерс, позже — в Редверс. Один из сыновей Ричарда, Болдуин де Ревьер, во время гражданской войны в Англии был сторонником императрицы Матильды, которая даровала ему титул графа Девона. Кроме того, посредством брака он унаследовал остров Уайт.
От сыновей Болдуина пошли две ветви рода. Старшая угасла около 1193 года после смерти Ричарда де Ревьера, 4-го графа Девона, после чего все владения и титулы перешли к Уильяму де Вернону (Редверсу), младшему сыну 1-го графа. Его внуком был Болдуин де Редверс, 6-й граф Девон, оставивший от брака с Амицией де Клер, дочерью Гилберта де Клера, 4-го графа Хартфорда, двоих детей: бездетного Болдуина де Редверса, 7-го графа Девона и Изабеллу.

## Молодые годы

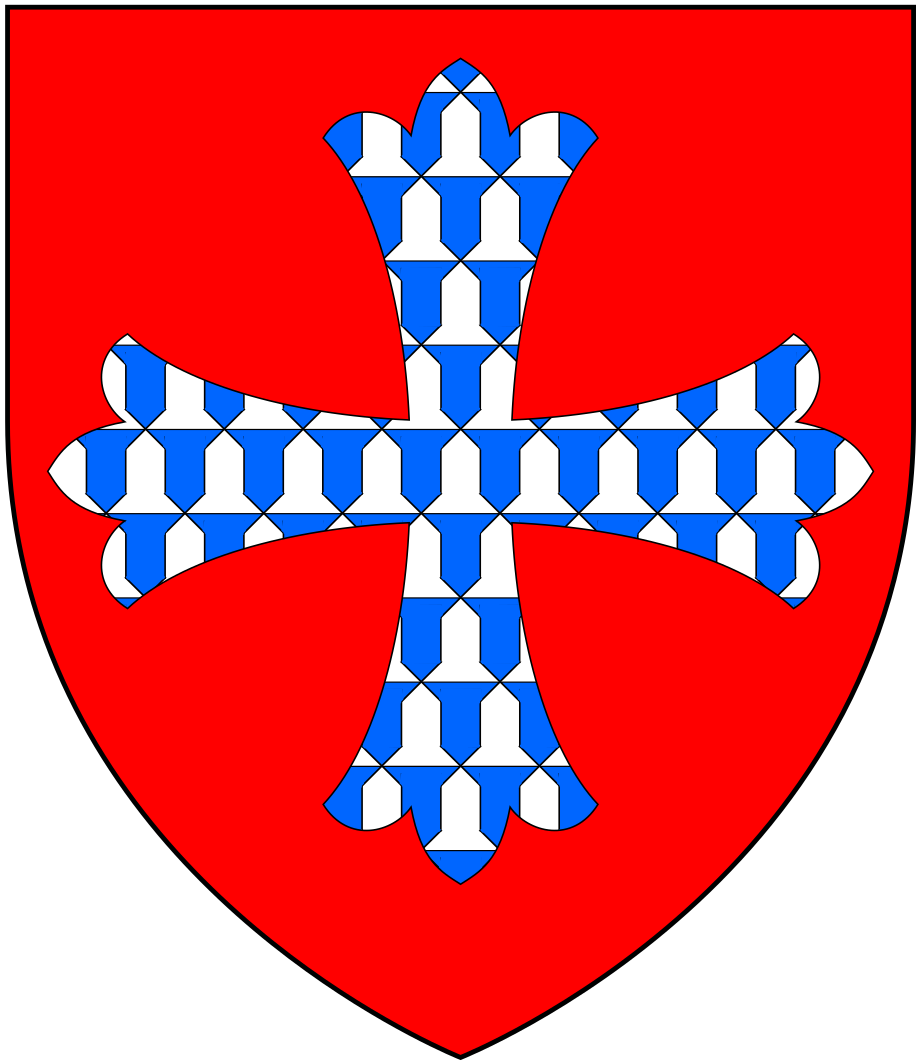
Герб Уильяма де Форца, мужа Изабеллы

Изабелла родилась в июле 1237 года. О её ранней жизни известно мало. в 1248 году Изабеллу, которой было 11 или 12 лет, выдали замуж за Уильяма де Форса, титулярного графа Омальского, владения которого охватывали три земельных массива, включавших Холдернесс и Скиптон в Йоркшире и Кокермут в Камберленде. Изабелла стала его женой, в этом браке родилось четыре сына и две дочери.
Когда Уильям умер в 1260 году, все его дети были несовершеннолетними. Изабелла в качестве вдовьей доли получила треть владений мужа. В результете в её владения входили 1/3 часть Холдернесса и половина баронии Кокермут, а также барония и замок Скиптон. Также она получила опеку над двумя выжившими сыновьями, Томасом и Уильямом (без права женить их). Право женить наследника и управлять до его совершеннолетия остальной частью владений Форсов король Генрих III предоставил своему сыну Эдуарду (будущему королю Эдуарду I).
В 1261 году Изабелла вместе с матерью, Амицией де Клер, вдовствующей графиней Девон, объединились, чтобы выкупить право женить сына, а также получить опеку над остальными двумя третями Холдернеса. Изабелла с матерью и детьми жили в это время в одном доме, в основном в Бёрствике, совместно управляя Холдернесом 4 года. Однако в 1265 году они поссорились. Причиной разногласий, судя по всему, послужили политические взгляды: Изабелла во время Второй баронской войны поддерживала мятежных баронов, в то время как её мать оставалась сторонницей короля. Их спор о доходах от семейных имений сначала был передан королю, а затем в суд казначейства. Однако какого-то решения принято не было, а в Пасху 1274 года обе графини официально примирились, хотя больше и не жили вместе.

## Графиня Девон

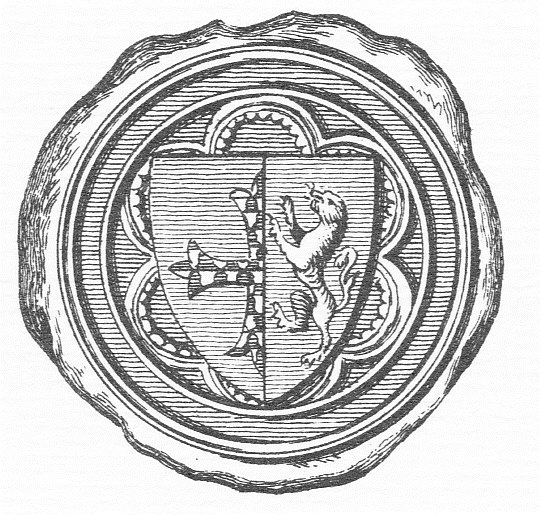
Одна из сохранившихся печатей Изабеллы, на которой объединены гербы Редверсов и Форсов

В 1262 году умер брат Изабеллы, Болдуин де Редверс, 7-й граф Девон, не оставивший сыновей. Его наследницей стала Изабелла, которая в августе 1263 года получила его земли в Девоне, Гэмпшире, острове Уайт и Йоркшире при условии соблюдения вдовьей доли матери, вдовствующей графини Амиции. Впоследствии она называла себя графиней Омаля и Девона, иногда добавляя к этому титул «леди острова Уайт». В сохранившихся хартиях она называет себя «Изабелла де Фортибус», в то время как её муж иногда использовал родовое прозвание «де Форс».
В момент получения наследства Изабелле было немногим больше 20 лет, она считалась одной из самых богатых наследниц в Англии. Поэтому за право жениться на ней началась борьба. После победной битвы Симона де Монфора, графа Лестера при Льюисе, право на брак с Изабеллой получил его сын, Симон де Монфор Младший. Графиня Девон пыталась спрятаться от него в монастыре Бримор в Гэмпшире. Когда приор монастыря сообщил о её местонахождении, Изабелла подкупила его, чтобы он позволил ей бежать. После этого Симон продолжил преследование графини, пока она не нашла убежище в Уэльсе.
В ноябре 1268 года (возможно, после смерти последнего из выживших сыновей Изабеллы) право на брак с ней было предоставлено Эдмунду Горбатому, сыну короля Генриха III. Однако Изабелла смогла избежать и этого брака; в итоге повторно замуж так и не вышла. Двое из сыновей Изабеллы, Джон и Терон, умерли еще при жизни отца, двое других, Томас и Уильям, а также дочь Авиза, не дожили до апреля 1269 года. Поэтому наследницей владений Форсов и Ридверсов стала единственная выжившая дочь, Авелина, на которой в апреле 1269 году и женился Эдмунд Горбатый. Контракт о браке был заключён 6 апреля, а брачная церемония состоялась 8 или 9 апреля в Вестминстерском аббатстве. Авелина, родившаяся в 1259 году, была объявлена совершеннолетней в 1273 году, однако она умерла 10 ноября 1274 года, не оставив детей, и была похоронена в северной стороне пресвитерия Вестминстерского аббатства. Таким образом, Изабелла пережила всех своих детей.
Управление поместьями графини было предметом ряда исследований, основанных на большом количестве отчётов, созданных в период её вдовства. В 1260—1262 году Изабелла получала доходы в основном от своих северных маноров, в первую очередь — Холдернесса и Кокемута. С 1262 года основным местопребыванием графини стал замок Карисбрук на острове Уайт, туда же переместился основной административный центр управления владениями Изабеллы. Однажды она совершила поездку в Париж, пытаясь вернуть давно утерянное графство Омаль. Её финансами примерно с 1270-х годов управлял известный королевский клерк и ростовщик Адам Страттонский, тесно сотрудничавший с банкирским домом Риккарди из Лукки. Прямое участие Адама в управлении поместьями Изабеллы началось около 1274 года. Вероятно, в качестве награды за реорганизацию управления её финансами графиня в 1276 году передала ему пост канцлера казначейства. В 1277—1286 годах Адам руководил управлением финансами графини. А когда в 1279 году он был обвинён в том, что снял с устава аббатства Кварр (остров Уайт) печать, сделав его недействительным, Изабелла провела успешную кампанию за помилование Адама. В 1260-х чистый доход графини составлял 1500 фунтов в год, позже он вырос до 2500 фунтов в год.
Также Изабелла принимала активное участие в судебных процессах, ведя десятки уголовных и гражданских дел в королевских судах. При этом у неё или у её советников была собственная копия законодательных актов королевства.
В 1280-х годах между Изабеллой и главным судьёй Ральфом де Хенгамом произошёл спор, который в итоге привёл к его увольнению.

## Споры о наследстве Изабеллы
Известно, что ставший королём Эдуард I в течение нескольких лет планировал приобрести поместья Изабеллы. В 1276 году он предложил графине продать южные владения Редверсов (на острове Уайт) за 20 тысяч марок, гарантируя, что они останутся в её пожизненном владении и отойдут к короне только после смерти. Однако либо предложенная сумма графиню не устроила, либо последовали протесты потенциальных наследников, но в итоге сделка так и не состоялась.
После смерти в 1274 году Авелины, последней дочери Изабеллы, всё наследство Форсов, исключая вдовью долю Изабеллы, как выморочное отошло к короне. В 1278 году некий Джон Эстон заявил, что он является родственником Авелины и был вопреки ожиданиям признан присяжными дознания после смерти её наследником. В 1279 году король за небольшую сумму в 100 фунтов и обещание годовой пенсии выкупил у Эстона его права.
В 1293 году король возобновил свои попытки купить остров Уайт. По дороге из Кентербери в Лондон Изабелла заболела и остановилась в Стоквелле. Узнав об этом, к графине спешно отправились эмиссары короля. Там Уолтер Лэнгтон, главный советник Эдуарда, составил хартию, подтверждающую продажу острова Уайт и 3 других владений королю за 6 тысяч марок. После того как её зачитали умирающей графине, она подтвердила согласие на продажу, приказав поставить на неё свою печать. Хартия была подписана 9 ноября, а Изабелла умерла между полуночью и рассветом 10 ноября. 11 ноября король выплатил всю сумму душеприказчику графини, после чего вступил во владение её наследством, лишив его родственников Изабеллы. Тело Изабеллы похоронили в родовой усыпальнице в монастыре Бримор в Гэмпшире.
Законным наследником Изабеллы был Хью де Куртене, феодальный барон Окгемптон, который был потомком Уильяма де Редверса, 5-го графа Девона. В момент смерти графини он был несовершеннолетним. Только в 1335 году он получил принадлежавший ранее Изабелле титул графа Девона.

## Легенды и предания о Изабелле
Существуют две легенды, героиней которых является Изабелла. Согласно одной однажды графиня встретила бедного человека, который нёс, по его словам, корзину со щенками. Однако оказалось, что он несёт топить семерых своих детей, поскольку не мог их прокормить. Изабелла жёстко упрекнула бедняка в отсутствии морали, после чего взяла его детей под опеку, позаботившись о том, чтобы за ними хорошо ухаживали. Они получили хорошее образование, а после того как они достигли совершеннолетия, графиня нашла им работу.
В другой легенде рассказывается, как графиня решила спор о границе между четырьмя приходами в Восточном Девоне. Она договорилась встретиться со спорщиками на вершине болотистого холма, после чего сняла с пальца кольцо и бросила в середину болота, заявив, что там и будет проходить граница. С этого времени то место называется «Кольцо в болоте» (англ. Ring in the Mire).
Также традиционно считается, что именно Изабелла помогла жителям Тивертона в Девоне обеспечить водоснабжение города, построив водоток. В ознаменование этого события в Тивертоне раз в 7 лет проводится церемония, известная как Прогулка по городскому каналу. Кроме того, существовало предание, что именно Изабелла приказала посадить Уистманский лес в Дартмуре.
В средневековых источниках утверждается, что Кантес Уэр, который в настоящее время является пригородом Эксетера, получил название от рыбной плотины на реке Экс, построенной милях в двух ниже по течению от стен древнего города по приказу графини Изабеллы в конце XIII века. Однако источники, описывающие плотину, сильно противоречат друг другу. Согласно источнику 1290 года Изабелла построила плотину в 1284 году, чем повредила ловле лосося, поскольку рыбаки не могли добраться на лодках до Эксетера. В то же время источник 1378 года утверждает, что плотину построили в 1272 году, причём в ней был оставлен промежуток в 30 футов, чтобы рыбацкие лодки могли свободно проходить через неё, пока его не заделал между 1307 и 1327 годами преемник Изабеллы, Хью де Куртене.

## Брак и дети
Муж: с 1248 года Уильям де Форс (1214/1215 — 23 мая 1260), 4-й граф Омаль. Дети:
- Джон де Форс (умер до 11 августа 1260)[8][21].
- Терон де Форс (ум. до 1260)[8].
- Томас де Форс (9 сентября 1253 — до 6 апреля 1269), 5-й граф Омальский с 1260[8][21].
- Уильям де Форс (умер до апреля 1269)[8][21].
- Авиза де Форс (ум. ок. 1260)[8][21].
- Авелина де Форс (20 января 1259 — 10 ноября 1274), 6-я графиня Омальская с 1269; муж: с 8/9 апреля 1269 Эдмунд Горбатый (16 января 1245 — 5 июня 1296), 1-й граф Ланкастер и Лестер[21].